# Amedeo di Castellamonte
Amedeo Cognengo di Castellamonte (né le 17 juin 1618 à Castellamonte et mort le 17 septembre 1683 à Turin) est un architecte et ingénieur italien de la fin du XVIIe siècle.

## Biographie
Amedeo Cognengo di Castellamonte était le fils de l'architecte Carlo Cognengo di Castellamonte.

## Œuvres
- Palais Royal (Turin)
- Palais royal de Venaria (1658)
- Façade de la Sainte-Chapelle de Chambéry (1655)